# Juan Ramón Jiménez

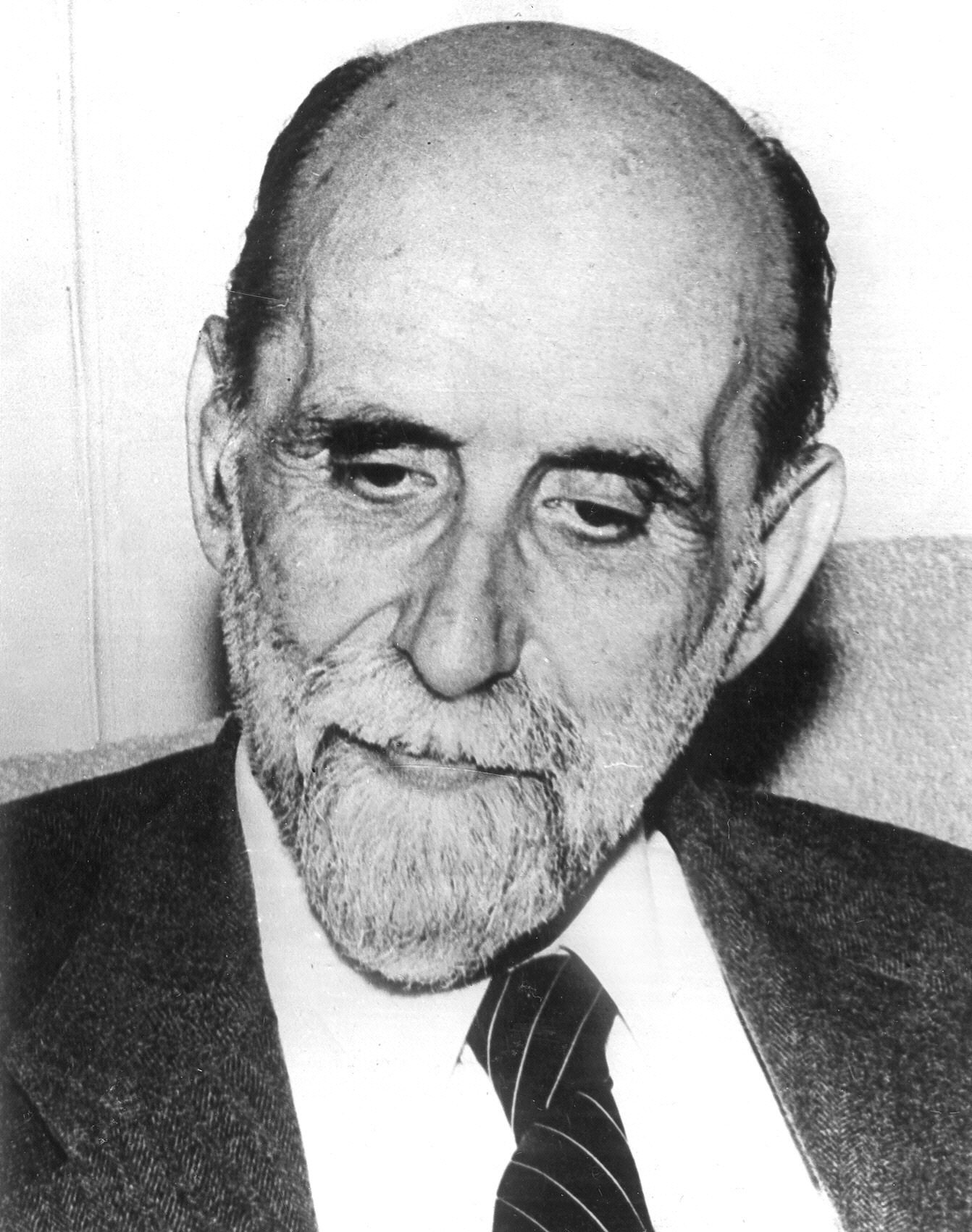
Juan Ramón Jiménez, 1953

Juan Ramón Jiménez  (* 24. Dezember 1881 in Moguer, Andalusien; † 29. Mai 1958 in San Juan, Puerto Rico) war ein spanischer Dichter, der die Erneuerung der spanischen Lyrik des 20. Jahrhunderts einleitete und in seinem Werk die Einflüsse des Modernismus von Rubén Darío, die spätromantische Gefühlswelt von Rosalía de Castro und Gustavo Adolfo Becquer und die volkstümliche Tradition des Romancero vereinigte. Er war der Wegbereiter der Generación del 27, zu der Dichter wie Federico García Lorca, Rafael Alberti, Jorge Guillén u. a. gehören. Juan Ramón Jiménez erhielt 1956 den Nobelpreis für Literatur.

## Leben

### Kindheit und Jugend (1881–1900)

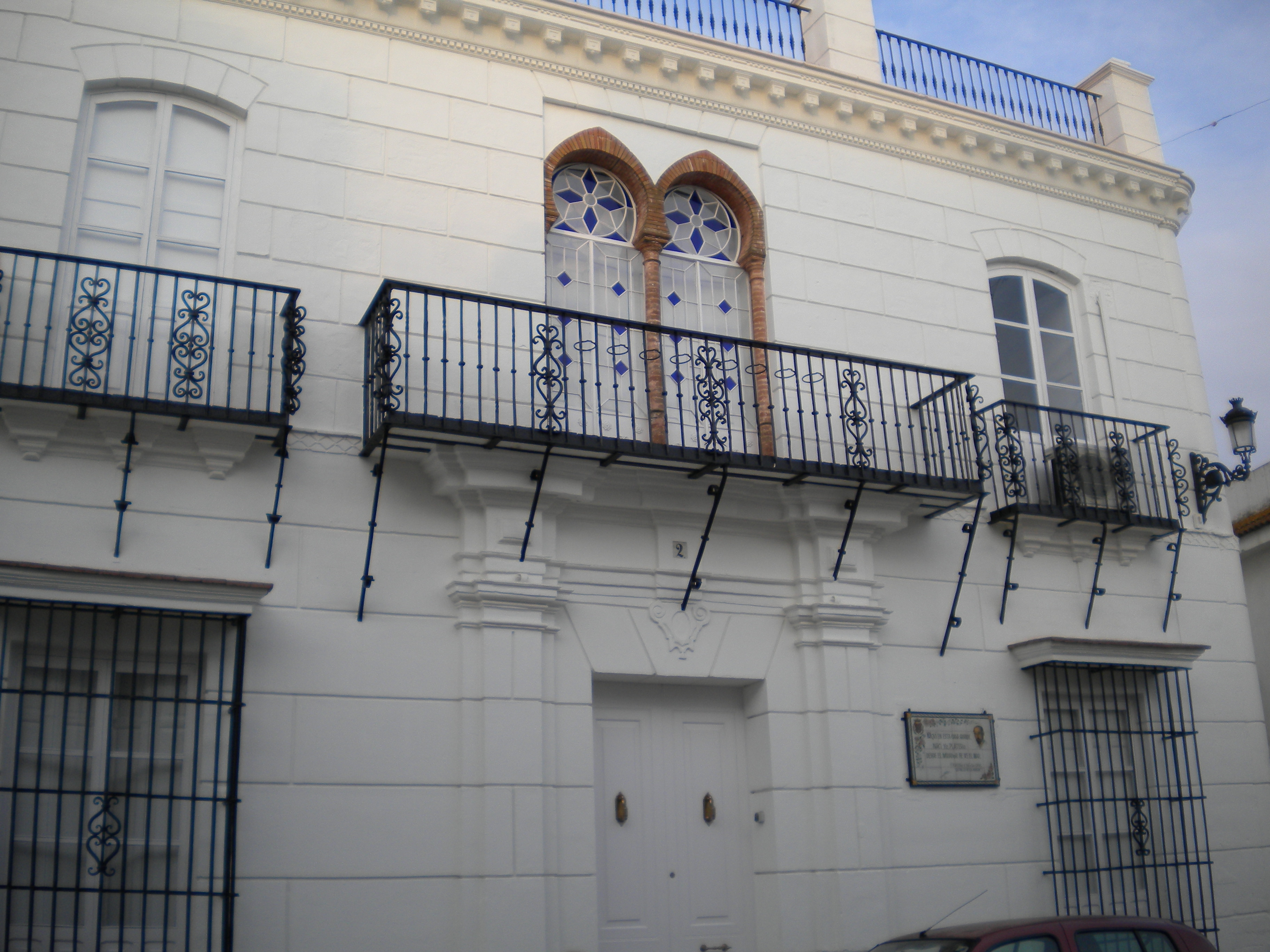
Geburtshaus des Dichters in Moguer

Juan Ramón – wie er in der spanischen Literaturwissenschaft auch genannt wird – kam in Moguer (in der Provinz Huelva) an der Atlantikküste Andalusiens zur Welt. Sein Vater Victor Jiménez de Nestares, ein wohlhabender Besitzer von Weinbergen und Handelsschiffen, stammte aus der Rioja, im spanischen Norden, seine Mutter Pura de Casa-Mantecón gehörte einer andalusischen Adelsfamilie aus Osuna (Sevilla) an. Juan Ramón besuchte das erlesene Jesuiten-Internat in El Puerto de Santa María bei Cádiz, wo er eine humanistisch-klassische Erziehung erhielt, mit den spanischen Meistern des XVII. Jahrhunderts vertraut wurde und die französische Literatur entdeckte. 1896 zog er als Student nach Sevilla, um auf Wunsch des Vaters Jura zu studieren, verbrachte aber seine Zeit in der Bibliothek des Ateneo de Sevilla mit Lesen und Schreiben. Zu seiner Lektüre gehörten Romantiker wie Musset, Heine, Byron und Symbolisten wie Moréas oder Maeterlinck, aber auch die spanischen Spätromantiker Rosalía de Castro und Becquer.
Seine ersten Verse publizierte er in lokalen Zeitungen Sevillas, aber bald erschienen seine Gedichte in der Madrider Zeitschrift Vida Nueva, die sich der jungen Literaten annahm und den von Rubén Darío vertretenen Modernismo auf ihre Fahne schrieb. Juan Ramón war in dieser ersten Schaffensperiode ein überzeugter Modernist, obwohl er kaum etwas von dem in Madrid gefeierten Dichter aus Nicaragua gelesen hatte. Dies holte er nach, als er im Frühjahr 1900 auf Einladung seines Dichterfreunds Francisco Villaespesa zum ersten Mal nach Madrid reiste, um den Meister kennenzulernen und ihm seine Gedichte vorzulegen. Darío schrieb ein Vorwort für die erste Gedichtsammlung des angehenden Poeten und gab ihr auch den Titel Almas de violeta. Ramón del Valle-Inclán, die andere große Figur der damaligen Madrider literarischen Szene, taufte den zweiten Versband Juan Ramóns Ninfeas. Beide Bändchen erschienen 1900. Dieser erste Erfolg wurde jedoch durch den plötzlichen Tod des Vaters in Moguer, wo der Sohn in der Familie den Sommer verbrachte, zunichtegemacht. Der Schicksalsschlag stürzte den jungen Dichter in eine tiefe Depression, die ihn im Frühjahr 1901 nach Castel d’Andorte, am Fuß der Pyrenäen, in die Privatklinik des französischen Arztes Lalanne führte. Dort verbrachte er ein halbes Jahr, in dem er intensiv an seinen Gedichten arbeitete und Mallarmé und Verlaine für sich entdeckte.

### Frühe Schaffensperiode
Keineswegs erholt kehrte er Ende 1901 nach Madrid zurück und flüchtete in das Sanatorium El Retiro, wo er seiner Dichtkunst nachging und einen kleinen literarischen Salon hielt. Er publizierte 1902 den Gedichtband Rimas, der von der Kritik und den jüngeren Literaten gut aufgenommen wurde. Zu ihnen zählten die Brüder Antonio und Manuel Machado, die auch regelmäßige Besucher des Salons im Sanatorium waren. Aus diesem Kreis um Juan Ramón entsprang die Zeitschrift Helios, – „eine der besten dieser Epoche“ –, zu deren Mitarbeitern Valle Inclán, Rubén Darío, Azorín, Unamuno, die Brüder Machado, die Maler Santiago Rusiñol und Emilio Sala sowie der Romancier Juan Valera zählten. Die 1903 erschienenen Arias tristes stellen einen ersten Höhepunkt in der ersten Schaffensperiode Juan Ramóns dar. Dieser kehrte 1905 nach Moguer zurück des Stadtlebens überdrüssig und von seiner Hypochondrie geplagt. Dort musste er der Auflösung der väterlichen Geschäfte und dem finanziellen Niedergang der Familie beiwohnen. Mit Selbstmordgedanken beschäftigt fand er in der vertrauten Natur und in seinem dichterischen Schaffen einen Halt.
In dieser Atmosphäre des Aufgehens in der Natur entstand 1907 die lyrische Prosa von Platero y yo („Platero und ich“), wohl das bekannteste Werk des Dichters, das 1914 in einer kleinen Ausgabe, 1917 in einer erweiterten Fassung erschien und bei dem es sich um eine „Andalusische Elegie“ über einen kleinen Esel und seinen Herrn in dem Geburtsort des Dichters handelt. Es entstanden auch die Gedichtbände Elegías puras (1908), Baladas de primavera (1910), La soledad sonora (1911), Melancolía (1912), die den bereits Dreißigjährigen zum anerkannten Meister machten. Auf Einladung der Residencia de Estudiantes zog Juan Ramón 1912 wieder nach Madrid. In dieser fortschrittlich gesinnten Bildungsstätte, die sowohl Studenten der Madrider Hochschulen als auch Forscher, Künstler oder Schriftsteller aufnahm, verbrachte der Dichter die Jahre bis zu seiner Heirat 1916 mit Zenobia Camprubí (1887–1956), der Tochter eines spanischen Ingenieurs mit Familienbeziehungen in den USA und einer in Puerto Rico seit Generationen verwurzelten Spanierin. Zenobia war durch ihre Familie und Erziehung weltoffen, belesen und unabhängig. Die Heirat des einsamen und melancholischen Dichters und der lebensfrohen jungen Frau fand am 2. März 1916 in New York statt und war eine Überraschung für alle.

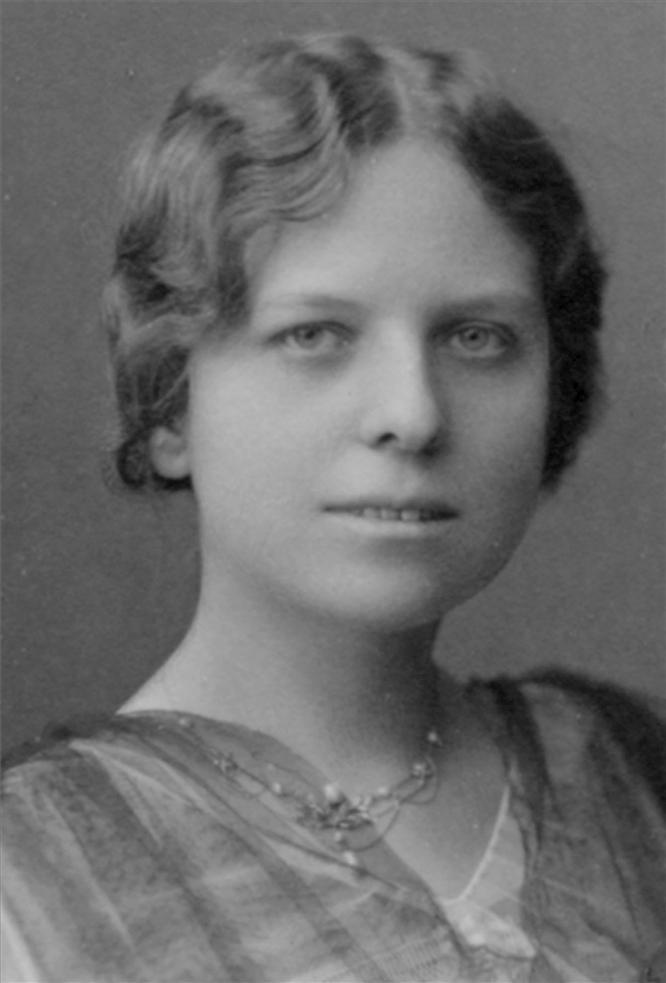
Zenobia Camprubí

### Tagebuch eines jungverheirateten Dichters(1916–1936)
Das Paar ließ sich in Madrid nieder, und für den Dichter begann eine glückliche Zeit, in der sein Werk den modernistischen Prunk abstreifte und den Weg zur poesía pura seines Reifestils antrat. Diario de un poeta recién casado (1917), Eternidades (1918) und Piedra y cielo (1919) sind Marksteine auf diesem Weg. In den zwanziger Jahren wurde Juan Ramón zur zentralen Figur des spanischen literarischen Lebens, von seinen Altersgenossen anerkannt und von den Jungen verehrt. Er publizierte seine Segunda antología poética (1922), in der er eine strenge Auswahl aus seinen zwischen 1898 und 1918 erschienenen Gedichten traf. Die gleiche künstlerische Kompromisslosigkeit wandte der reife Meister auch bei seiner Beurteilung der Werke anderer an. Dies brachte ihm den Ruf der Intoleranz und des Hochmuts ein. Der damals junge Luis Cernuda spricht sogar von einer „wahren Diktatur“ Juan Ramóns in den Jahren 1917 bis 1930.

### Dichter im Exil (1936–1958)
Der Ausbruch des Spanischen Bürgerkriegs am 18. Juli 1936 bereitete diesen literarischen Scharmützeln ein jähes Ende. Juan Ramón und Zenobia verließen schon im August Madrid. Der Präsident der spanischen Republik, Manuel Azaña, bot dem Dichter einen Botschafter-Posten an, aber dieser begnügte sich mit einem diplomatischen Pass. Das Paar reiste über Frankreich in die Vereinigten Staaten, wo es in Washington kurz Station machte, dann ging die Reise über Puerto Rico nach Kuba. Juan Ramón wurde überall als Vertreter der spanischen Republik empfangen und verehrt, und als Vertreter der Republik trat er auch öffentlich auf. Als Zenobia und Juan Ramón 1939 Havanna in Richtung Florida (USA) verließen, war der Spanische Bürgerkrieg beendet und Juan Ramón Jiménez war ein Dichter im Exil, ohne Heimat und ohne Pass. Über die republikanische Gesinnung und Treue Juan Ramóns besteht kein Zweifel, davon gibt unter anderem das 1985 posthum erschienene, von ihm geplante Buch Guerra en España (1936–1953) beredtes Zeugnis. The Hispanic American Institute der Universität von Miami lud den Dichter als Gastdozenten ein, und er verbrachte dort drei Jahre mit Vorlesungen, Vorträgen und schöpferischer Arbeit. Es entstanden zwischen 1939 und 1942 die Romances de Coral Gables (publ. 1948), es erschienen in Argentinien die Prosastücke Españoles de tres mundos (1942), eine Reihe prägnanter zeitgenössischer Porträts. Nach dem Eintritt der USA in den Zweiten Weltkrieg (Dezember 1941) zogen Juan Ramón und Zenobia nach Washington, wo beide an der Universität Maryland tätig wurden. Das Exil lastete schwer auf dem Dichter, und die alten Depressionen stellten sich wieder ein. Eine Reise nach Argentinien 1948, auf Einladung der Gesellschaft Anales de Buenos Aires, wurde ein Triumphzug für Juan Ramón, der in Buenos Aires von seinen alten Freunden um die Zeitschrift Sur wie Victoria Ocampo und Borges und von Exilspaniern wie Alberti oder Ramón Pérez de Ayala gefeiert wurde. Juan Ramón hielt in Buenos Aires vier Vorträge, reiste aber auch nach Córdoba, Rosario, La Plata, Santa Fé und Paraná und sprach dort über Poesía y vida (‚Leben und Dichtung‘). In einem Interview für eine Zeitung von Buenos Aires wurde er gefragt, warum er nicht nach Spanien zurückkehre. „Weil ich in Freiheit leben möchte“, war seine Antwort. Der tiefe Drang des Dichters nach größerer Nähe zur spanischsprechenden Welt führte 1951 zur Übersiedlung des Paares auf die Insel Puerto Rico, an deren Universität in Río Piedras der Dichter den günstigen Rahmen für sein Schaffen und seine prekäre Gesundheit fand. Die Jahre in Puerto Rico waren Jahre der Rückbesinnung, der Sichtung und Ordnung einer Lebensarbeit. Juan Ramón schenkte der Universität seine Bibliothek, Manuskripte, Briefe und Autographen, Zenobia kümmerte sich um die Katalogisierung und Einordnung des Materials in den von der Universität zur Verfügung gestellten Räumen. Im Frühjahr 1956 erkrankte Zenobia an einem Geschwür, an dem sie bereits 1951 operiert worden war. Sie erlebte noch die Verleihung des Nobelpreises an ihren Mann am 25. Oktober 1956 und starb am 28. Oktober. Juan Ramón überlebte seine Frau um zwei Jahre, er starb 1958.

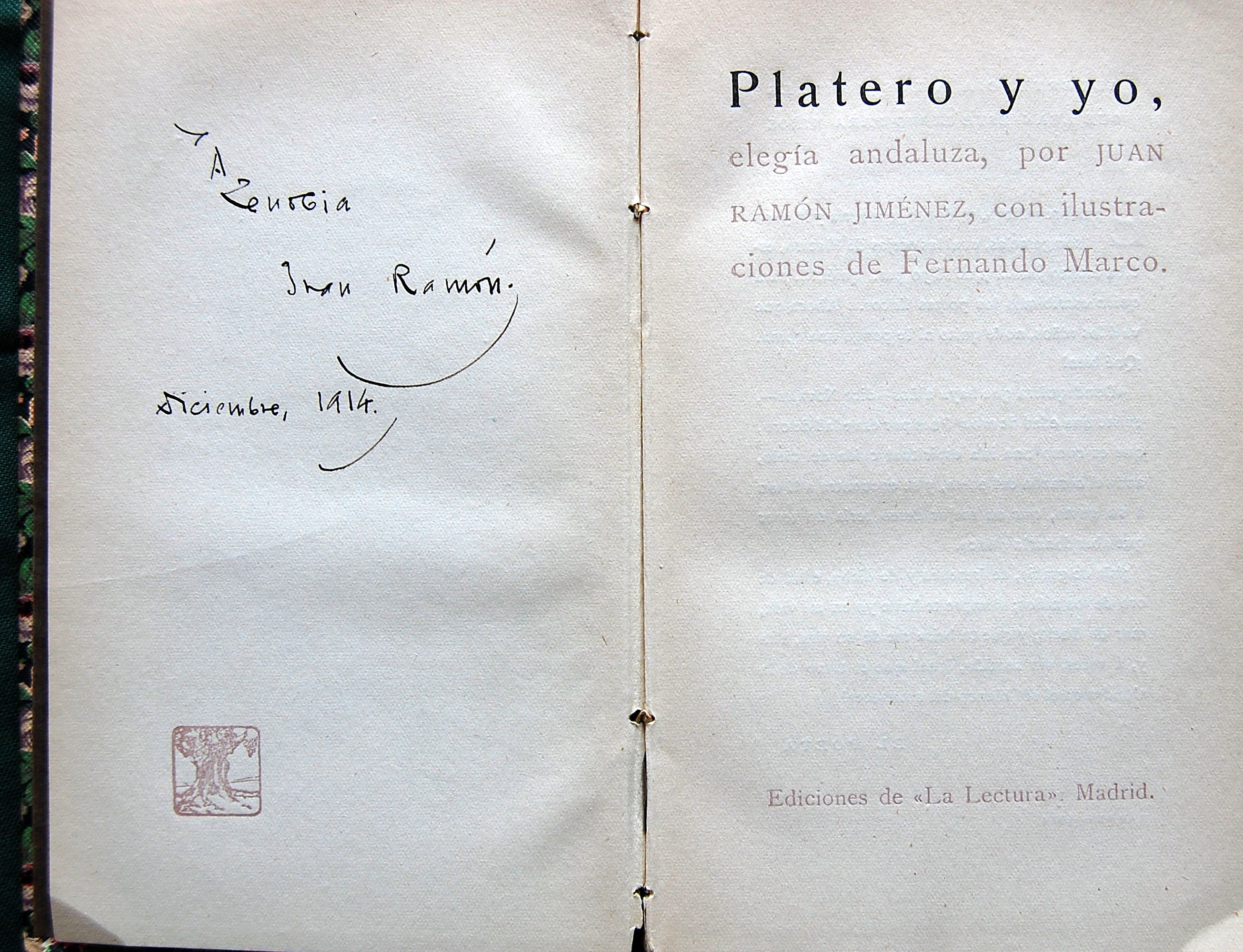
A Zenobia, Widmung von Juan Ramón Jiménez in der Erstausgabe von Platero y yo

## Werke

### Lyrik
- Almas de violeta, (1900)
- Ninfeas, (1900)
- Rimas, (1902)
- Arias tristes, (1903)
- Jardines lejanos, (1904)
- Elegías puras, (1908)
- Elegías intermedias, (1909)
- Olvidanzas: Las hojas verdes, (1909)
- Elegías lamentables, (1910)
- Baladas de primavera, (1910)
- La soledad sonora, (1911)
- Pastorales, (1911)
- Poemas mágicos y dolientes (1911)
- Melancolía, (1912)
- Laberinto, (1913)
- Estío (A punta de espina), (1915)
- Poesías escogidas (1899–1917), (1917)
- Sonetos espirituales, (1917)
- Diario de un poeta recién casado, (1917)
- Eternidades, (1918)
- Piedra y cielo, (1919)
- Segunda antología poética (1898–1918), (1922)
- Belleza (en verso), (1923)
- Unidad (ocho cuadernos), (1925)
- Obra en marcha (Diario poético de J.R.J.), (1928)
- Eternidades, (1931)
- Sucesión (ocho pliegos), (1932)
- Poesía en prosa y verso (1902–1923), (1932)
- Presente (veinte cuadernos), (1934)
- I (Hojas nuevas, prosa y verso), (1935)
- Canción, (1936)
- Belleza (en verso), (1945)
- Voces de mi copla, (1945)
- Romances de Coral Gables (1939–1942), (1948)
- Animal de fondo, (1949)
- Tercera antología poética (1908–1953), (1957)

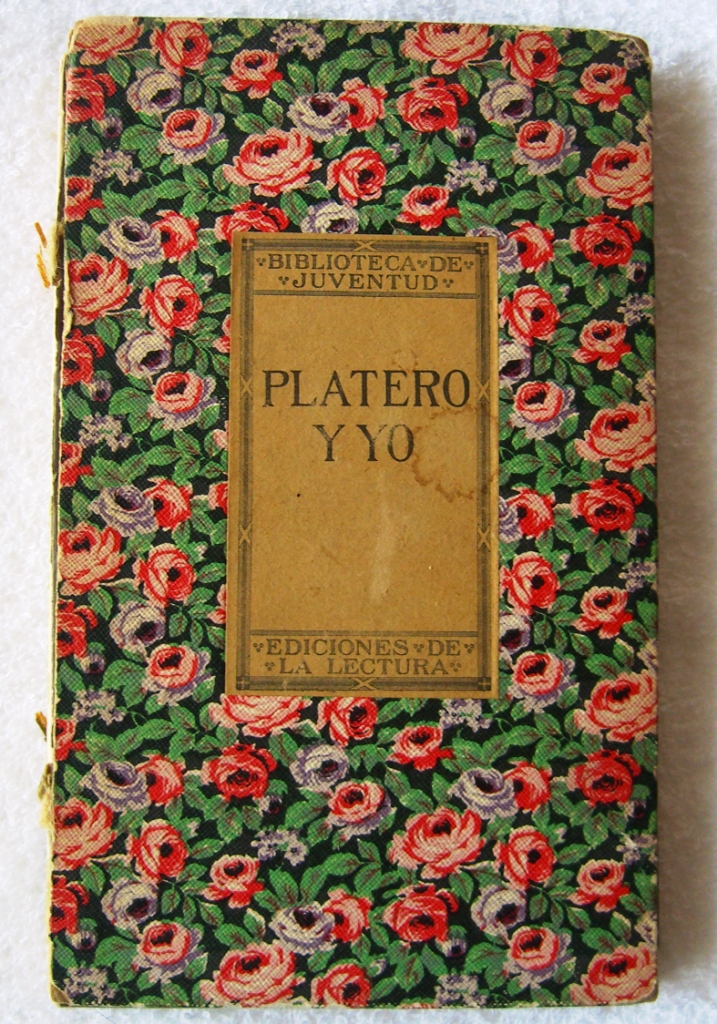
Erstausgabe von Platero y yo, 1914

### Prosa
- Platero y yo („Platero und ich“), Kurzfassung, mit Illustrierungen von Fernando Marco, Biblioteca de la Juventud, Talleres de La Lectura, Madrid 1914
- Platero y yo, vollständige Fassung, Editorial Calleja, Madrid 1917
- Política poética, (1936) (Vortrag)
- Españoles de tres mundos (1914–1940), Hrsg. Ricardo Gullón, Afrodisio Aguado, Madrid 1960
- El Zaratán, (1946), publiziert 1957
- Guerra en España (1936–1953), Tagebücher, Gedichte, Aufzeichnungen, Interviews, Hrsg. Ángel Crespo, Seix Barral, Barcelona 1985

## Übersetzungen ins Deutsche
- Platero und ich, Übersetzung von Doris Deinhard, Insel Bucherei Nr. 578, Insel, Frankfurt/Main 1953
- Platero und ich, Übersetzung von Fritz Vogelgsang, Insel, Frankfurt/Main 1985, 1992
- Platero und ich, Übersetzung von Gerd Breitenbürger, Freiburg (Eigenverlag); auch auf
  - Platero und ich, LP mit der Vertonung von Mario Castelnuovo-Tedesco (Gitarre: Sonja Prunnbauer, Sprecher: Jo Schaarschmidt), Harmonia Mundi 1988.[15]
- Rose aus Asche, 4 Gedichte, Übersetzung von Erwin Walter Palm, Piper, München 1955
- Stein und Himmel/Piedra y cielo, Gedichte spanisch und deutsch, übertragen von Fritz Vogelgsang, Klett-Cotta, Stuttgart 1981
- Falter aus Licht, Gedichte, Übersetzung von Ernst Schönwiese, Heyne, München 1981
- Herz, stirb oder singe, Übersetzung von Hans Leopold Davi, Diogenes, Zürich 1987, Vertonung des Gedichts "Die endgültige Reise" unter dem Titel "Abschied" von Hermann Haller, für Sopran und Streichorchester (1984) (Sopran: Barbara Böhi, Camerata Zürich, Leitung: Marc Kissóczy)